# El Molí del Castell (les Oluges)
El Molí del Castell és un edifici de les Oluges inclòs a l'Inventari del Patrimoni Arquitectònic de Catalunya.

## Descripció
És un antic molí fariner situat a la dreta del riu Sió, fora del nucli urbà de les Oluges, agafant el camí en direcció a Castellnou d'Oluges.
Actualment, aquest edifici se'ns presenta en estat ruïnós, i tan sols se'n conserven les façanes exteriors i la porta d'entrada de llinda. Malauradament, no es conserva cap estructura de la resta de les parts de l'antic molí fariner, com la bassa, el cacau... El parament de l'edifici està obrat amb pedra irregular, emprant també carreus de pedra del país, en les obertures del mateix (porta d'entrada i finestra).

## Història
El molí fariner segarrenc necessitava una gran bassa per poder emmagatzemar el màxim d'aigua pel seu funcionament. Una de les parts més importants era el cacau, que es bastia a un extrem de la bassa i tenia com a funció regular la pressió de l'aigua en la seva caiguda. Del cacau l'aigua passava d'un canal a un rodet, generalment de fusta i disposat horitzontalment. El moviment giratori del rodet es transmetia a l'eix de fusta, eix que tenia el seu extrem superior la nadilla o hèlix de ferro que encaixava a la mola superior. Aquesta pedra girava sobre la mola inferior fixada. La pressió de les dues moles convertia el gra en farina.